# Hednota grammellus
Hednota grammellus là một loài bướm đêm trong họ Crambidae.